# Lindon Victor
Pour les articles homonymes, voir Victor.
Lindon Victor (né le 28 février 1993 à Saint-Georges) est un athlète grenadien, spécialiste des épreuves combinées.

## Biographie
Le 13 mai 2016, Lindon Victor dépasse pour la première fois de sa carrière les 8 000 pts au décathlon en totalisant 8 446 pts à Tuscaloosa après avoir amélioré ses records personnels dans les dix épreuves du concours.
Le 30 mars 2017, à Austin, il porte le record personnel et national à 8 472 points puis l'améliore de nouveau à 8 539 points le 13 mai 2017 avec notamment un record personnel au 110 m haies (14 s 45), au lancer du disque (55,22 m) et un record national au saut à la perche (4,70 m).
Après un zéro au disque et au saut à la perche, il renonce à finir son décathlon lors des championnats du monde 2019.
Lors des championnats du monde 2023, il améliore son record personnel et le record national avec un score de 8 756 points ce qui lui permet de monter sur la plus petite marche du podium.
Il est nommé porte-drapeau de la délégation de la Grenade aux Jeux olympiques d'été de 2024.

### Vie privée et sportive
Il est le frère de Kurt Felix, également spécialiste du décathlon.
Il est entrainé par Alleyne Francique, grenadien double champion du monde en salle (2004 et 2006) du 400 m.

## Palmarès
| Date | Compétition                    | Lieu           | Résultat | Épreuve    | Points    |
| ---- | ------------------------------ | -------------- | -------- | ---------- | --------- |
| 2014 | Jeux du Commonwealth           | Glasgow        | 9e       | Décathlon  | 7 429 pts |
| 2015 | Jeux panaméricains             | Toronto        | 7e       | Décathlon  | 7 453 pts |
| 2016 | Jeux olympiques                | Rio de Janeiro | 16e      | Décathlon  | 7 998 pts |
| 2017 | Championnats du monde          | Londres        | —        | Décathlon  | DNF       |
| 2018 | Championnats du monde en salle | Birmingham     | —        | Heptathlon | DNF       |
| 2018 | Jeux du Commonwealth           | Gold Coast     | 1er      | Décathlon  | 8 303 pts |
| 2019 | Hypo-Meeting                   | Götzis         | 2e       | Décathlon  | 8 473 pts |
| 2019 | Jeux panaméricains             | Lima           | 2e       | Décathlon  | 8 240 pts |
| 2019 | Championnats du monde          | Doha           | —        | Décathlon  | DNF       |
| 2021 | Jeux olympiques                | Tokyo          | 7e       | Décathlon  | 8 414 pts |
| 2022 | Championnats du monde en salle | Belgrade       | 8e       | Heptathlon | 6 029 pts |
| 2022 | Championnats du monde          | Eugene         | 5e       | Décathlon  | 8 474 pts |
| 2022 | Jeux du Commonwealth           | Birmingham     | 1er      | Décathlon  | 8 233 pts |
| 2023 | Championnats du monde          | Budapest       | 3e       | Décathlon  | 8 756 pts |
| 2024 | Jeux olympiques                | Paris          | 3e       | Décathlon  | 8 711 pts |

## Records
| Épreuve           | Performance    | Lieu            | Date            |
| ----------------- | -------------- | --------------- | --------------- |
| 100 m             | 10 s 48        | Götzis          | 18 mai 2024     |
| Saut en longueur  | 7,73 m         | Götzis          | 18 mai 2024     |
| Lancer du poids   | 16,55 m        | College Station | 10 mars 2017    |
| Saut en hauteur   | 2,09 m         | Austin          | 29 mars 2017    |
| 400 m             | 47 s 76        | Wetzlar         | 20 juillet 2024 |
| 110 m haies       | 14 s 45        | Columbia        | 12 mai 2017     |
| Lancer du disque  | 55,87 m        | Azusa           | 18 avril 2019   |
| Saut à la perche  | 4,92 m (NR)    | Chula Vista     | 25 avril 2021   |
| Lancer du javelot | 71,56 m        | Tokyo           | 5 août 2021     |
| 1 500 m           | 4 min 39 s 67  | Budapest        | 26 août 2023    |
| Décathlon         | 8 756 pts (NR) | Budapest        | 26 août 2023    |

| Épreuve          | Performance    | Lieu            | Date            |
| ---------------- | -------------- | --------------- | --------------- |
| 60 mètres        | 6 s 91         | Belgrade        | 18 mars 2019    |
| Saut en longueur | 7,56 m         | Belgrade        | 18 mars 2022    |
| Lancer du poids  | 16,55 m (NR)   | College Station | 10 mars 2017    |
| Saut en hauteur  | 2,07 m         | College Station | 10 mars 2017    |
| 60 mètres haies  | 8 s 24         | Fayetteville    | 27 février 2016 |
| Saut à la perche | 4,76 m (NR)    | College Station | 11 mars 2017    |
| 1 000 mètres     | 2 min 48 s 21  | Belgrade        | 18 mars 2022    |
| Heptathlon       | 6 029 pts (NR) | Belgrade        | 19 mars 2022    |